# L'Amour encore plus vache
L'Amour encore plus vache est un téléfilm français réalisé par Christophe Douchand, diffusé pour la première fois en Suisse le 4 janvier 2011 sur TSR1, en France, Monaco et Andorre le 5 janvier 2011 sur M6 et en Belgique et Luxembourg le 14 février 2011 sur La Une.
Il fait suite au téléfilm L'Amour vache diffusé l'année précédente.

## Synopsis
Lili est une jeune femme dynamique qui a tout abandonné pour s'installer avec Luc,un agriculteur pour qui elle a eu le coup de foudre. Ils filent l'amour parfait. Mais très vite, leur quotidien s'avère un peu trop ennuyeux. De plus, Luc est plutôt du genre classique, aimant les fêtes en familles et rêvant de composer une famille. Lili souffre de ce quotidien qui se répète et s'avère monotone. Luc ne se rend pas compte combien sa femme s'ennuie et peu à peu, ils déchantent. Tout va alors se compliquer lorsque Luc va annoncer à Lili qu'il convoite la mairie du village ...

## Fiche technique
- Réalisation : Christophe Douchand
- Scénario : Camille Pouzol
- Date de diffusion :
  -  Suisse : 4 janvier 2011 sur TSR1
  -  France  Monaco  Andorre : 5 janvier 2011 sur M6
  -  Belgique  Luxembourg : 14 février 2011 sur La Une
- Durée : 90 minutes.

## Distribution
- Thierry Neuvic : Luc
- Delphine Chanéac : Lili
- Laure Marsac : Carole
- Stéphane Metzger : Fred
- Emmanuel Patron : Eric
- Hélène Seuzaret : Emma
- Laurent Collombert : François
- Hugo Moan : Antoine
- Céline Carles : Nathalie
- Fiona Chauvin : Valentine

## Autour du téléfilm
- C'est la suite de L'Amour vache diffusé sur m6 en 2010.